# Фернандес, Ронни
Ронни Алан Фернандес Саэс (исп. Ronnie Alan Fernández Sáez; род. 30 января 1991[…], Пунта-Аренас) — чилийский футболист, нападающий клуба «Универсидад де Чили».

## Клубная карьера
Воспитанник чилийского клуба «Сантьяго Уондерерс». 4 февраля 2010 года он дебютировал в чилийской Примере, выйдя на замену после перерыва в гостевом матче с «Коло-Коло».
2012 год провёл на правах аренды за команду «Депортес Пуэрто-Монт», вторую половину 2013 года — за «Депортес Наваль», а первую половину 2014 года — за «Депортес Консепсьон». Во все эти периоды футболист представлял клубы чилийской Примеры B. 10 августа 2014 года Фернандес, вернувшийся в «Сантьяго Уондерерс», забил свой первый гол на высшем уровне, отметившись в концовке домашнего поединка против команды «Депортес Икике».
За колумбийский «Депортиво Кали» чилиец отыграл Финалисасьон 2016, а за боливийский «Боливар» — Апертуру 2017. 2 июля 2017 года Ронни Фернандес подписал трёхлетний контракт с новичком Саудовской Про-лиги «Аль-Фейхой». Чилиец забил первый гол в истории команды в рамках Про-лиги, открыв счёт в гостевой игре с «Аль-Хилялем».